# BCD (6-bit)
El codi BCD (6-bit) (Binary Coded Decimal), també conegut com a BCD de 6 bits alfanumèric, és un codi estàndard de 6 bits usat per ordinadors mainframe: Borroughs, Groupe Bull, CDC, IBM, General Electric, NCR, Siemens, Sperry-Univac, etc. IBM va crear un codi per a les targetes perforades dels anys 1960 que es va estendre entre els altres fabricants, com abans s'ha dit. El codi BCD (6-bit) va ser l'adaptació del codi targeta perforada a codi binari per a poder carregar-lo més fàcilment a la memòria de l'ordinador central. El codi BCD (6-bit) és un codi binari que representa caràcters alfanumèrics i símbols. Cada caràcter està compost per 6 bits (2 caràcters octal), amb aquests 6 bits es pot definir un total de 64 caràcters (2⁶).

## Variacions del codi BCD
Hi ha diferents versions del codi BCD, almenys n'hi ha 4 versions amb alguns caràcters diferents, i d'altres amb un mapa completament diferent com és el cas del codi BCD "Fieldata".
No hi ha cap caràcter de control, el caràcter Ox20 és l'espai, la Ñ és el caràcter @ per a la majoria dels fabricants (Bull, NCR i Control Data), però hi hagué una incompatibilitat al passar al codi ASCII de 7 bits atès que en aquest es va agafar el caràcter /.

### Codi GBCD
El que segueix és el codi de la taula GBCD, una de les variants del codi BCD.
Nombres, lletres majúscules de la A a la Z, un mínim de símbols i cap caràcter de control
|     | 000 | 001 | 0002 | 003 | 004 | 005 | 006 | 007 |
| 000 | 0   | 1   | 2    | 3   | 4   | 5   | 6   | 7   |
| 001 | 8   | 9   | [    | #   | @   | :   | >   | ?   |
| 002 |     | A   | B    | C   | D   | E   | F   | G   |
| 003 | H   | I   | &    | .   | ]   | (   | <   | \   |
| 004 | ^   | J   | K    | L   | M   | N   | O   | P   |
| 005 | Q   | R   | -    | $   | *   | )   | ;   | '   |
| 006 | +   | /   | S    | T   | U   | V   | W   | X   |
| 007 | Y   | Z   | <    | ,   | %   | =   | "   | !   |
|     | 000 | 001 | 0002 | 003 | 004 | 005 | 006 | 007 |

### Valors binaris del codi GBCD
Nombres, lletres majúscules de la A a la Z, un mínim de símbols i cap caràcter de control.

0 - 00- 0 0 0 0 0 0

1 - 01- 0 0 0 0 0 1

2 - 02- 0 0 0 0 1 0

3 - 03- 0 0 0 0 1 1

4 - 04- 0 0 0 1 0 0

5 - 05- 0 0 0 1 0 1

6 - 06- 0 0 0 1 1 0

7 - 07- 0 0 0 1 1 1

8 - 10- 0 0 1 0 0 0

9 - 11- 0 0 1 0 0 1

[ - 12- 0 0 1 0 1 0

# - 13- 0 0 1 0 1 1

@ - 14- 0 0 1 1 0 0

: - 15- 0 0 1 1 0 1

> - 16- 0 0 1 1 1 0 (= >)

? - 17- 0 0 1 1 1 1

_ - 20- 0 1 0 0 0 0 (espai)

A - 21- 0 1 0 0 0 1

B - 22- 0 1 0 0 1 0

C - 23- 0 1 0 0 1 1

D - 24- 0 1 0 1 0 0

E - 25- 0 1 0 1 0 1

F - 26- 0 1 0 1 1 0

G - 27- 0 1 0 1 1 1

H - 30- 0 1 1 0 0 0

I - 31- 0 1 1 0 0 1

& - 32- 0 1 1 0 1 0

. - 33- 0 1 1 0 1 1

] - 34- 0 1 1 1 0 0

(- 35- 0 1 1 1 0 1

< - 36- 0 1 1 1 1 0 (= <)

\ - 37- 0 1 1 1 1 1

^ - 40- 1 0 0 0 0 0 (fletxa ^)

J - 41- 1 0 0 0 0 1

K - 42- 1 0 0 0 1 0

L - 43- 1 0 0 0 1 1

M - 44- 1 0 0 1 0 0

N - 45- 1 0 0 1 0 1

O - 46- 1 0 0 1 1 0

P - 47- 1 0 0 1 1 1

Q - 50- 1 0 1 0 0 0

R - 51- 1 0 1 0 0 1

- - 52- 1 0 1 0 1 0

$ - 53- 1 0 1 0 1 1

* - 54- 1 0 1 1 0 0

) - 55- 1 0 1 1 0 1

; - 56- 1 0 1 1 1 0

' - 57- 1 0 1 1 1 1

+ - 60- 1 1 0 0 0 0

/ - 61- 1 1 0 0 0 1

S - 62- 1 1 0 0 1 0

T - 63- 1 1 0 0 1 1

U - 64- 1 1 0 1 0 0

V - 65- 1 1 0 1 0 1

W - 66- 1 1 0 1 1 0

X - 67- 1 1 0 1 1 1

Y - 70- 1 1 1 0 0 0

Z - 71- 1 1 1 0 0 1

< - 72- 1 1 1 0 1 0 (fletxa <)

, - 73- 1 1 1 0 1 1

% - 74- 1 1 1 1 0 0

= - 75- 1 1 1 1 0 1

" - 76- 1 1 1 1 1 0

! - 77- 1 1 1 1 1 1

## Exemples de codis BCD (6-bit)
CDC 1604 : codis BCD cinta magnètica
|    | .0    | .1 | .2 | .3 | .4 | .5 | .6 | .7 | .8 | .9 | .A          | .B | .C | .D | .E | .F         |
| -- | ----- | -- | -- | -- | -- | -- | -- | -- | -- | -- | ----------- | -- | -- | -- | -- | ---------- |
| 0. |       | 1  | 2  | 3  | 4  | 5  | 6  | 7  | 8  | 9  | 0           | #  | @  |    |    | tape mark  |
| 1. | space | /  | S  | T  | U  | V  | W  | X  | Y  | Z  | record mark | ,  | %  |    |    |            |
| 2. | −     | J  | K  | L  | M  | N  | O  | P  | Q  | R  | −0          | $  | *  |    |    |            |
| 3. | &     | A  | B  | C  | D  | E  | F  | G  | H  | I  | +0          | .  | ¤  |    |    | group mark |

CDC 1604 : codis Targeta perforada
|    | .0    | .1 | .2 | .3 | .4 | .5 | .6 | .7 | .8 | .9 | .A | .B | .C | .D | .E | .F |
| -- | ----- | -- | -- | -- | -- | -- | -- | -- | -- | -- | -- | -- | -- | -- | -- | -- |
| 0. |       | 1  | 2  | 3  | 4  | 5  | 6  | 7  | 8  | 9  | 0  | =  | −  |    |    |    |
| 1. | space | /  | S  | T  | U  | V  | W  | X  | Y  | Z  |    | ,  | (  |    |    |    |
| 2. | ---   | J  | K  | L  | M  | N  | O  | P  | Q  | R  | −0 | $  | *  |    |    |    |
| 3. | +     | A  | B  | C  | D  | E  | F  | G  | H  | I  | +0 | .  | )  |    |    |    |

CDC 1612 odis impresora
|    | .0    | .1 | .2 | .3 | .4 | .5 | .6 | .7 | .8 | .9 | .A | .B | .C | .D | .E | .F |
| -- | ----- | -- | -- | -- | -- | -- | -- | -- | -- | -- | -- | -- | -- | -- | -- | -- |
| 0. | :     | 1  | 2  | 3  | 4  | 5  | 6  | 7  | 8  | 9  | 0  | =  | ≠  | ≤  | !  | [  |
| 1. | space | /  | S  | T  | U  | V  | W  | X  | Y  | Z  | ]  | ,  | (  | →  | ≡  | ~  |
| 2. | −     | J  | K  | L  | M  | N  | O  | P  | Q  | R  | %  | $  | *  | ↑  | ↓  | >  |
| 3. | +     | A  | B  | C  | D  | E  | F  | G  | H  | I  | <  | .  | )  | ≥  | ?  | ;  |